# Fernando Rospigliosi
Fernando Miguel Rospigliosi Capurro (Lima, 25 de febrero de 1947) es un columnista, sociólogo y analista político peruano. Es congresista de la república, en reemplazo del fallecido Hernando Guerra-García, para el periodo parlamentario 2021-2026 y fue ministro del Interior durante el gobierno de Alejandro Toledo.

## Biografía
Nació el 25 de febrero de 1947 en Lima y estudió en la Facultad de Ciencias Sociales de la Pontificia Universidad Católica del Perú, en la cual se graduó con el grado de Sociología.
Entre 1968 y 1980, militó en Vanguardia Revolucionaria. Codirigió el semanario Amauta junto con Óscar Dancourt. También fue investigador del Instituto de Estudios Peruanos, así como profesor en la Facultad de Comunicación de la Universidad de Lima. 
En octubre de 2008, difundió, en el programa periodístico Cuarto Poder, los primeros tres audios que darían lugar al Caso Petroaudios, que llevó a la crisis del gabinete presidido por Jorge del Castillo en el segundo gobierno de Alan García.
Ha sido editor de la sección política y columnista de la revista Caretas; de los diarios Perú 21, La República, El Comercio. Actualmente sus columnas de opinión se publican en el Diario Expreso y los portales web Lampadia y El Reporte.
Durante el gobierno de Alberto Fujimori, Rospigliosi se mostró como un fuerte opositor a la dictadura y era crítico de Keiko Fujimori y de Vladimiro Montesinos. Sin embargo, Rospigliosi comenzó a mostrar su acercamiento al fujimorismo del que antes fue crítico.
En 2001, como ministro durante el gobierno de Alejandro Toledo, permitió que Keiko Fujimori recibiera protección policial las 24 horas del día. Se trató de una medida excepcional, ya que ella no era funcionaria ni lo había dispuesto el Poder Judicial.
En diciembre de 2020, el programa periodístico Punto final informó que, el 15 de setiembre de 2020, la empresa consultora de Rospigliosi recibió un pago por una consultoría sobre la inseguridad en el Perú proveniente del equipo de Keiko Fujimori, entonces candidata presidencial con serios cuestionamientos por haber sido uno de los personajes políticos que ocasionaron la crisis política de 2016-2020. El pago por la consultoría ascendía a 138 000 soles. Mientras tanto, entre septiembre y diciembre de 2020, Rospigliosi fungía de columnista independiente en El Comercio, diario que publicó sus artículos con claro apoyo al expresidente Manuel Merino y al Congreso que recientemente había vacado al expresidente Martín Vizcarra. El blog periodístico Útero.pe destacó que, entre septiembre de 2020 y el 5 de diciembre del mismo, el exministro publicó al menos 12 columnas de opinión como analista político. En todas mostraba un punto de vista sesgado criticando a los adversarios políticos del fujimorismo.
Paralelamente a su trabajo como columnista de El Comercio, Rospigliosi formó parte del programa de streaming 3D, de La República TV, junto con Augusto Álvarez Rodrich y Mirko Lauer, con la misma línea de opinión. Renunció a dicho programa cuando se hizo pública su contratación por Keiko Fujimori en diciembre de 2020. Fue duramente criticado por no haber aclarado su relación laboral con Keiko Fujimori mientras trabajaba como analista político en los citados medios periodísticos. Su respuesta fue que todo lo revelado sobre su consultoría es un cargamontón «de comunistas y caviares, de su maquinaria mediática y de sicarios opinólogos». «Significa que les duele lo que digo y escribo», sentenció.

## Vida política
Fue vocero y asesor político del partido Perú Posible durante la campaña de Alejandro Toledo para las elecciones generales de 2001.

### Ministro del Interior
El 28 de julio de 2001, fue nombrado como ministro del Interior por el entonces presidente, Alejandro Toledo, en su primer gabinete ministerial encabezado por Roberto Dañino.
Durante su gestión se crearon los comisionados para la paz y el desarrollo (mediante Decreto Supremo n.º 8-2001-IN) como parte de la estrategia de pacificación.
En noviembre de 2001, el abogado José Luis Echáis Espinoza denunció, en una conferencia de prensa, una extorsión por parte de Vladimiro Montesinos, recluido en la Base Naval del Callao. El ministro Rospigliosi, junto con el entonces ministro de Defensa, David Waisman, participó en la misma cita con los periodistas para expresarle las garantías por parte del Gobierno y anunciar una investigación al interior de la Marina de Guerra del Perú. Días después, el Congreso aprobó una interpelación a los ministros Fernando Olivera (Justicia), David Waisman (Defensa) y Rospigliosi (Interior). Los ministros asistieron al congreso el 4 de diciembre de 2001 para responder el pliego interpelatorio.
En mayo de 2002, el Ministerio del Interior firmó un convenio interinstitucional con la Comisión de la Verdad y Reconciliación para que los miembros de dicho grupo puedan acceder a información sobre las familias de los policías víctimas del terrorismo.
En julio del mismo año, Rospigliosi renunció al Ministerio del Interior después de una semana de manifestaciones violentas en contra de los planes del Gobierno de privatizar dos empresas eléctricas regionales.
Luego fue nombrado presidente del Consejo Nacional de Inteligencia.
En julio del 2003, volvió a ser nombrado ministro del Interior; como parte de los cambios ministeriales en el recién nombrado gabinete de Beatriz Merino.
Con su ingreso, relevó al comandante general de la Policía Nacional del Perú y continuó con la reforma policial. Además, realizó la campaña A la policía se la respeta para entablar una crear una cultura de respeto a la institución.
En febrero de 2004, congresistas de oposición plantearon una interpelación a Rospigliosi por un enfrentamiento entre efectivos de la DIROES, de la Policía Nacional del Perú, y trabajadores de la empresa Agroindustrial Pucalá, en el cual falleció un agricultor de Pucalá, Lambayeque. La interpelación fue aprobada el día 22 de abril con 46 votos a favor, 18 en contra y 11 abstenciones. De la misma manera, se programó la asistencia del ministro para el día 29 del mismo mes. 
Días previos a la interpelación, se produjo el linchamiento del alcalde de Ilave, Cirilo Robles. Rospigliosi no convenció al Parlamento con sus explicaciones y la oposición planteó una moción de censura contra el ministro de Estado. La moción fue aprobada el día 5 de mayo con 62 votos a favor, 39 en contra y 6 abstenciones.

Yo vine acá interpelado por usar excesivamente la violencia; salgo de acá con una moción de censura por no haber usado la violencia. Ésa es la paradoja de este debate.
Como bien dijo un congresista que se ufanaba de tener muchas firmas para la moción de censura, ésta ya estaba lista antes de que yo empezara a hablar. ¿Ése es el ejemplo que se da a los pueblos del Perú desde el Congreso de la República?
Estamos hablando de la democracia, de procedimientos y de reglas de juego. Vengo al Congreso de la República siguiendo un procedimiento de interpelación por el uso excesivo de la violencia, y salgo juzgado y condenado ya de antemano por no usar la violencia.
Fernando Rospigliosi en la sesión del 29 de abril de 2004

El 6 de mayo de 2004, Rospigliosi formalizó su renuncia en una carta dirigida al presidente Alejandro Toledo, en la cual acataba lo dispuesto por la Constitución de 1993. La carta fue leída por Rospigliosi en una conferencia de prensa en la sede del Ministerio del Interior y fue reemplazado por Javier Reátegui.
Para las elecciones generales de 2016, Rospigliosi se sumó al equipo de campaña de Pedro Pablo Kuczynski.

### Congresista de la República
A fines del 2020, Rospigliosi fue invitado por el partido Fuerza Popular para aportar en la elaboración del Plan de Gobierno Rescate 2021 de la candidatura de Keiko Fujimori en temas relacionados con la seguridad ciudadana. Asimismo, postuló por primera vez al Congreso de la República, por la lista por Lima con el número 7, durante las elecciones generales de 2021. Su pase al fujimorismo generó polémicas debido a que Rospigliosi fue un férreo opositor al régimen dictatorial de Alberto Fujimori. El politólogo Eduardo Dargent sugirió que «el fujimorismo le dio un espacio y un reconocimiento que no tenía». Culminando los procesos electorales, Rospigliosi no obtuvo éxito en su candidatura y quedó como accesitario.
El 29 de septiembre del 2023, ante el fallecimiento del congresista Hernando Guerra-García, Rospigliosi fue convocado por el Jurado Nacional de Elecciones para reemplazar el cargo del difunto parlamentario al ser accesitario. Luego, el 19 de octubre del mismo año, Rospigliosi juramentó ante el Congreso de la República para completar el periodo parlamentario 2021-2026.
En su desempeño parlamentario, Rospigliosi se alineó con posturas político-ideológicas conservadoras. Entre sus intervenciones legislativas, destaca su defensa del Perú frente a la denominada «mafia caviar» y su respaldo a las fuerzas policiales en el contexto del estalido peruano de 2022-2023. Asimismo, ha hecho público su respaldo al golpe de Estado encabezado por el general Francisco Franco en España en 1936 y que desencadenó la guerra civil española, especialmente citando las ideas del historiador estadounidense Stanley G. Payne.
Desde agosto de 2024, es presidente de la Comisión de Constitución y Reglamento en el Congreso para el periodo anual de sesiones 2024-2025.
Entre 2024 y 2025, apoyó el proyecto de ley para restablecer la amnistía a militares. Asistió a la promulgación de la nueva ley firmada por Dina Boluarte. En una entrevista posterior, afirmó que la Ley de Amnistía busca poner fin a los largos procesos judiciales sin menoscabar la justicia, una postura que fue criticada por diversas organizaciones civiles e incluso periodistas como Fernando Carvallo. Asimismo, rechazó las acusaciones de haber cambiado su posición histórica sobre los derechos humanos.

## Publicaciones
- Conflictos sociales en el Perú (2008-2015): un análisis a profundidad a partir de la evidencia empírica (2016)
- La seguridad y sus instituciones en el Perú a inicios del siglo XXI. Reformas democráticas o militarismo (2006). Con Carlos Basombrío.
- Manejo y gestión de la seguridad: De la reforma al inmovilismo (2004). Varios autores.
- El consumo tradicional de la hoja de coca en el Perú (2004). Editor, junto con Cecilia Blondet y José Antonio Llorens.
- Las fuerzas armadas en la transición democrática en el Perú (2001). Junto con Daniel Mora, Samuel Abad y Carlos Basombrío.[40]
- Las Fuerzas Armadas y la democracia: la necesidad del control civil de las instituciones castrenses (2001)
- El arte del engaño: las relaciones entre los militares y la prensa (2000)
- Montesinos y las Fuerzas Armadas. Cómo controló durante una década las instituciones militares (2000)
- Las Fuerzas Armadas y el 5 de abril. La percepción de la amenaza subversiva como una motivación golpista (1996)
- Izquierdas y clases populares: democracia y subversión en el Perú (1989)
- Juventud obrera y partidos de izquierda: de la dictadura a la democracia (1988)
- Perú: entre el acuerdo y la libanización (1988)